# Lizine
Lizine est une commune française située dans le département du Doubs, la région culturelle et historique de Franche-Comté et la région administrative Bourgogne-Franche-Comté.
Ses habitants se nomment les Lizinois et Lizinoises.

## Géographie
Lesene en 1254 ; Lisigne en 1262 ; Lysène en 1282 ; Lesyne en 1290.

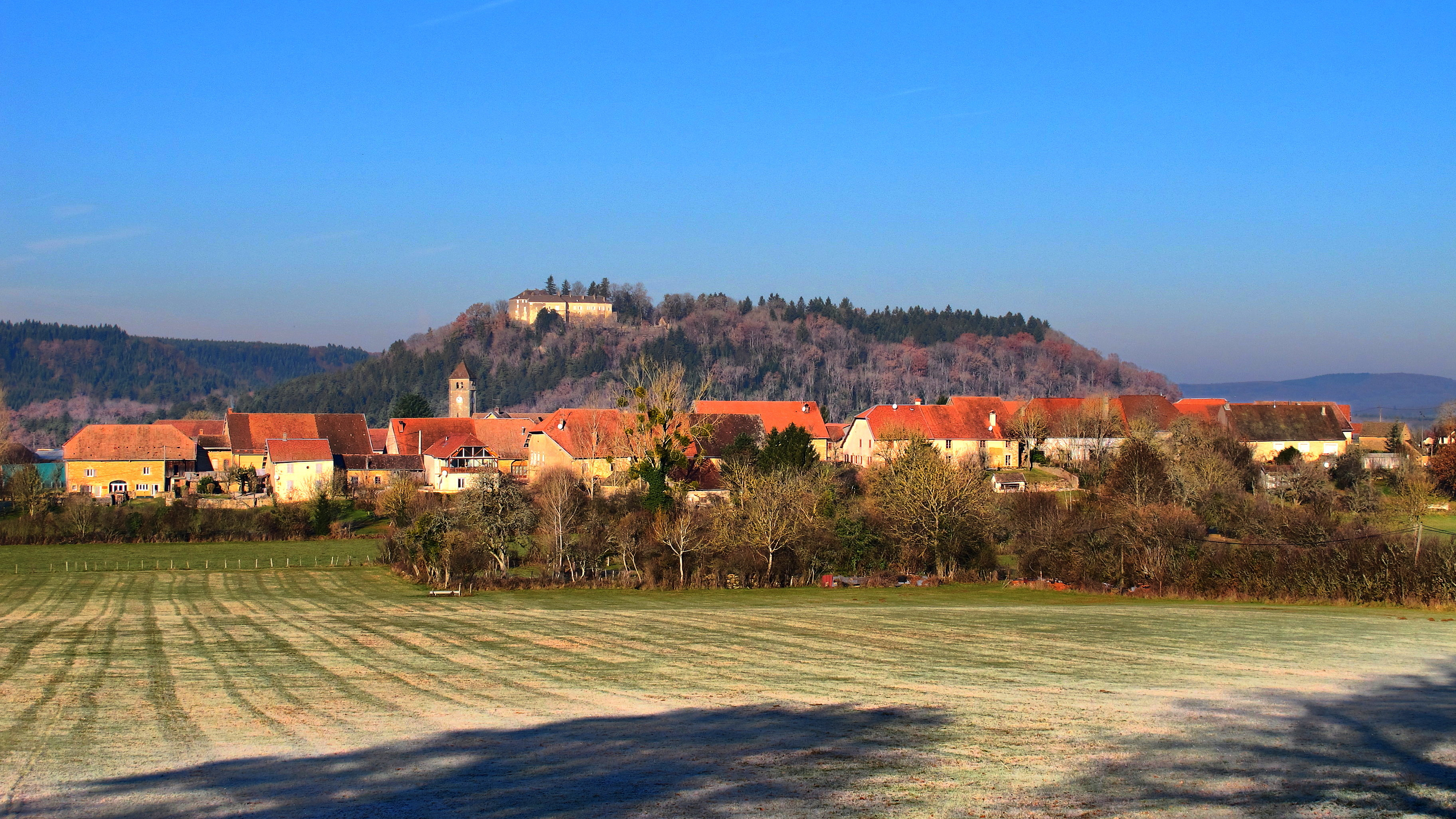
Le village depuis l'étang communal.

Le village est remarquable tant par son emplacement qui domine les vallées de la Loue et du Lison que pour son patrimoine bâti homogène et très bien conservé, typique des premiers plateaux du Doubs. Le château de Châtillon-sur-Lison avec sa belle façade blanche ponctue le panorama.

### Climat
Pour des articles plus généraux, voir Climat de la Bourgogne-Franche-Comté et Climat du Doubs.
En 2010, le climat de la commune est de type climat de montagne, selon une étude du Centre national de la recherche scientifique s'appuyant sur une série de données couvrant la période 1971-2000. En 2020, Météo-France publie une typologie des climats de la France métropolitaine dans laquelle la commune est exposée à un climat semi-continental et est dans la région climatique  Jura, caractérisée par une forte pluviométrie en toutes saisons (1 000 à 1 500 mm/an), des hivers rigoureux et un ensoleillement médiocre. 
Pour la période 1971-2000, la température annuelle moyenne est de 10 °C, avec une amplitude thermique annuelle de 17,1 °C. Le cumul annuel moyen de précipitations est de 1 277 mm, avec 13,5 jours de précipitations en janvier et 9,9 jours en juillet. Pour la période 1991-2020, la température moyenne annuelle observée sur la station météorologique de Météo-France la plus proche, « Coulans », sur la commune d'Éternoz à 6 km à vol d'oiseau, est de 10,5 °C et le cumul annuel moyen de précipitations est de 1 259,2 mm. 
La température maximale relevée sur cette station est de 38,7 °C, atteinte le 24 août 2023 ; la température minimale est de −18,9 °C, atteinte le 20 décembre 2009,,. 
Les paramètres climatiques de la commune ont été estimés pour le milieu du siècle (2041-2070) selon différents scénarios d'émission de gaz à effet de serre à partir des nouvelles projections climatiques de référence DRIAS-2020. Ils sont consultables sur un site dédié publié par Météo-France en novembre 2022.

## Urbanisme

### Typologie
Au 1er janvier 2024, Lizine est catégorisée commune rurale à habitat dispersé, selon la nouvelle grille communale de densité à 7 niveaux définie par l'Insee en 2022.
Elle est située hors unité urbaine. Par ailleurs la commune fait partie de l'aire d'attraction de Besançon, dont elle est une commune de la couronne,. Cette aire, qui regroupe 310 communes, est catégorisée dans les aires de 200 000 à moins de 700 000 habitants,.

### Occupation des sols
L'occupation des sols de la commune, telle qu'elle ressort de la base de données européenne d’occupation biophysique des sols Corine Land Cover (CLC), est marquée par l'importance des forêts et milieux semi-naturels (55,9 % en 2018), une proportion identique à celle de 1990 (55,9 %). La répartition détaillée en 2018 est la suivante : forêts (55,9 %), zones agricoles hétérogènes (27,6 %), prairies (12,9 %), zones urbanisées (3,6 %). L'évolution de l’occupation des sols de la commune et de ses infrastructures peut être observée sur les différentes représentations cartographiques du territoire : la carte de Cassini (XVIIIe siècle), la carte d'état-major (1820-1866) et les cartes ou photos aériennes de l'IGN pour la période actuelle (1950 à aujourd'hui).

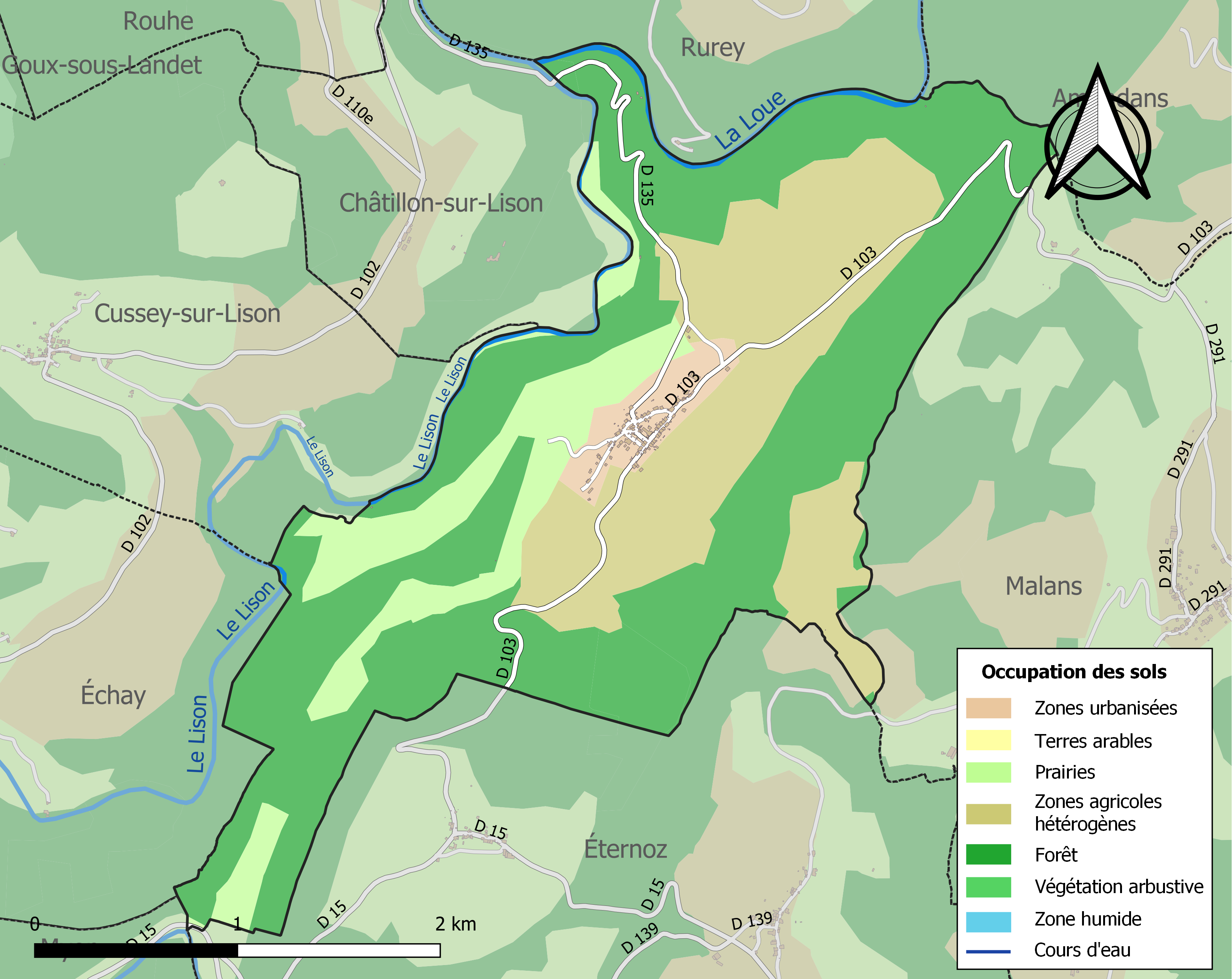
Carte des infrastructures et de l'occupation des sols de la commune en 2018 (CLC).

## Histoire
La terre de Lizine a appartenu à la famille de Poligny.

## Politique et administration

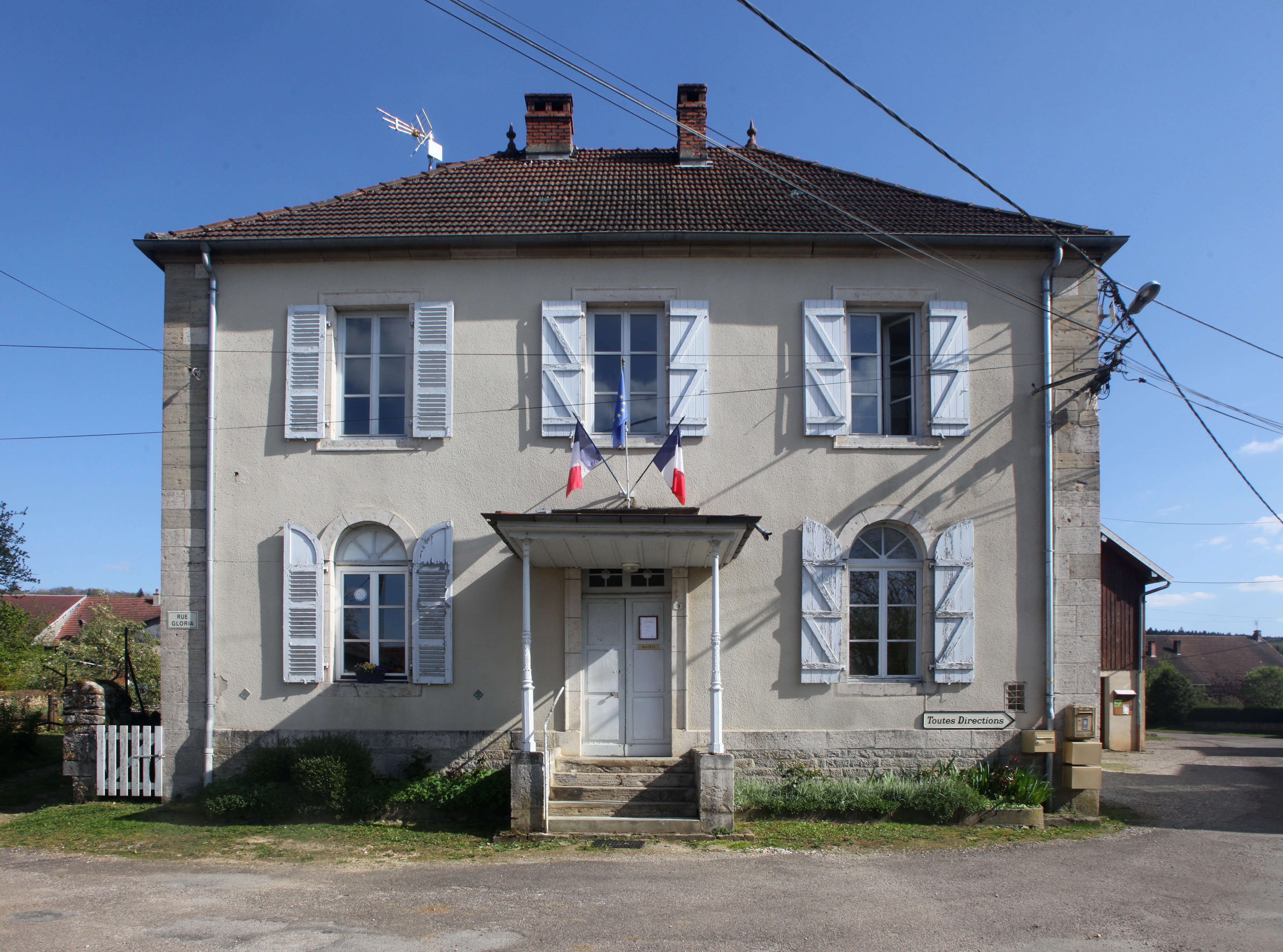
Mairie.

| Période   | Période  | Identité           | Étiquette | Qualité |
| --------- | -------- | ------------------ | --------- | ------- |
| mars 2008 | 2014     | Jean-Claude Kury   |           | Maire   |
| 2014      | ?        | Jean-Louis Bergier |           |         |
| mai 2020  | En cours | Pascal Gosse       |           |         |

## Démographie
L'évolution du nombre d'habitants est connue à travers les recensements de la population effectués dans la commune depuis 1793. Pour les communes de moins de 10 000 habitants, une enquête de recensement portant sur toute la population est réalisée tous les cinq ans, les populations de référence des années intermédiaires étant quant à elles estimées par interpolation ou extrapolation. Pour la commune, le premier recensement exhaustif entrant dans le cadre du nouveau dispositif a été réalisé en 2007.

En 2022, la commune comptait 91 habitants, en évolution de +4,6 % par rapport à 2016 (Doubs : +1,88 %, France hors Mayotte : +2,11 %).
| 1793 | 1800 | 1806 | 1821 | 1831 | 1836 | 1841 | 1846 | 1851 |
| ---- | ---- | ---- | ---- | ---- | ---- | ---- | ---- | ---- |
| 336  | 287  | 290  | 307  | 288  | 289  | 286  | 301  | 295  |

| 1856 | 1861 | 1866 | 1872 | 1876 | 1881 | 1886 | 1891 | 1896 |
| ---- | ---- | ---- | ---- | ---- | ---- | ---- | ---- | ---- |
| 273  | 255  | 238  | 223  | 191  | 213  | 242  | 205  | 210  |

| 1901 | 1906 | 1911 | 1921 | 1926 | 1931 | 1936 | 1946 | 1954 |
| ---- | ---- | ---- | ---- | ---- | ---- | ---- | ---- | ---- |
| 203  | 182  | 184  | 190  | 166  | 179  | 169  | 151  | 133  |

| 1962 | 1968 | 1975 | 1982 | 1990 | 1999 | 2006 | 2007 | 2012 |
| ---- | ---- | ---- | ---- | ---- | ---- | ---- | ---- | ---- |
| 121  | 84   | 53   | 68   | 73   | 87   | 94   | 95   | 83   |

| 2017 | 2022 | - | - | - | - | - | - | - |
| ---- | ---- | - | - | - | - | - | - | - |
| 92   | 91   | - | - | - | - | - | - | - |

## Lieux et monuments

### Les bâtiments recensés dans labase Mérimée
- La croix en pierre du XVe siècle, classée aux monuments historiques en 1907[21].
- L'église Saint-Antoine de Lizine, des XIVe et XVIIIe siècles, inscrite aux monuments historiques en 1978[22].
- Le moulin neuf[23] du XIXe siècle avec sa roue à aubes pendante, recensé depuis 2015.

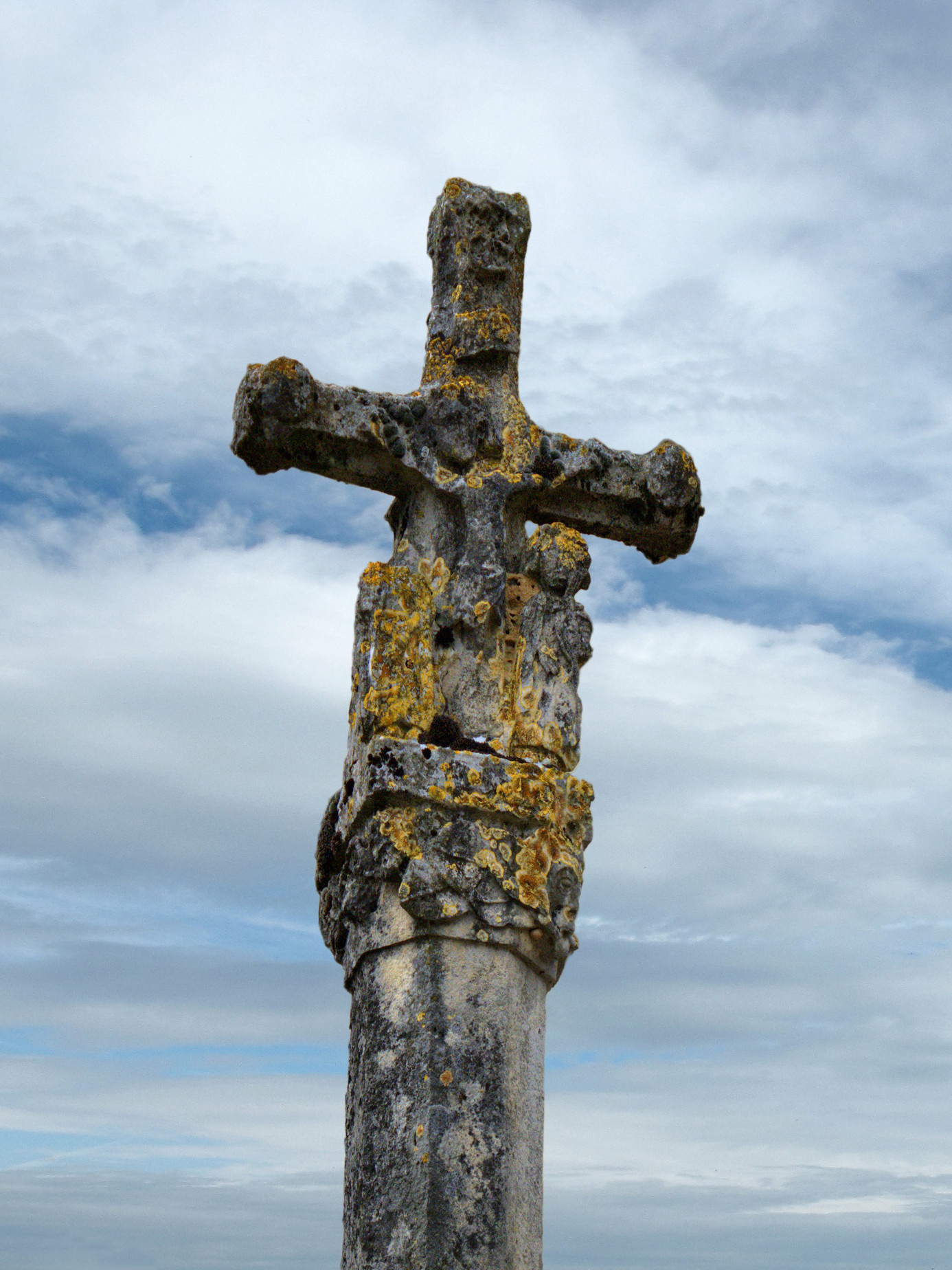
Croix en pierre.
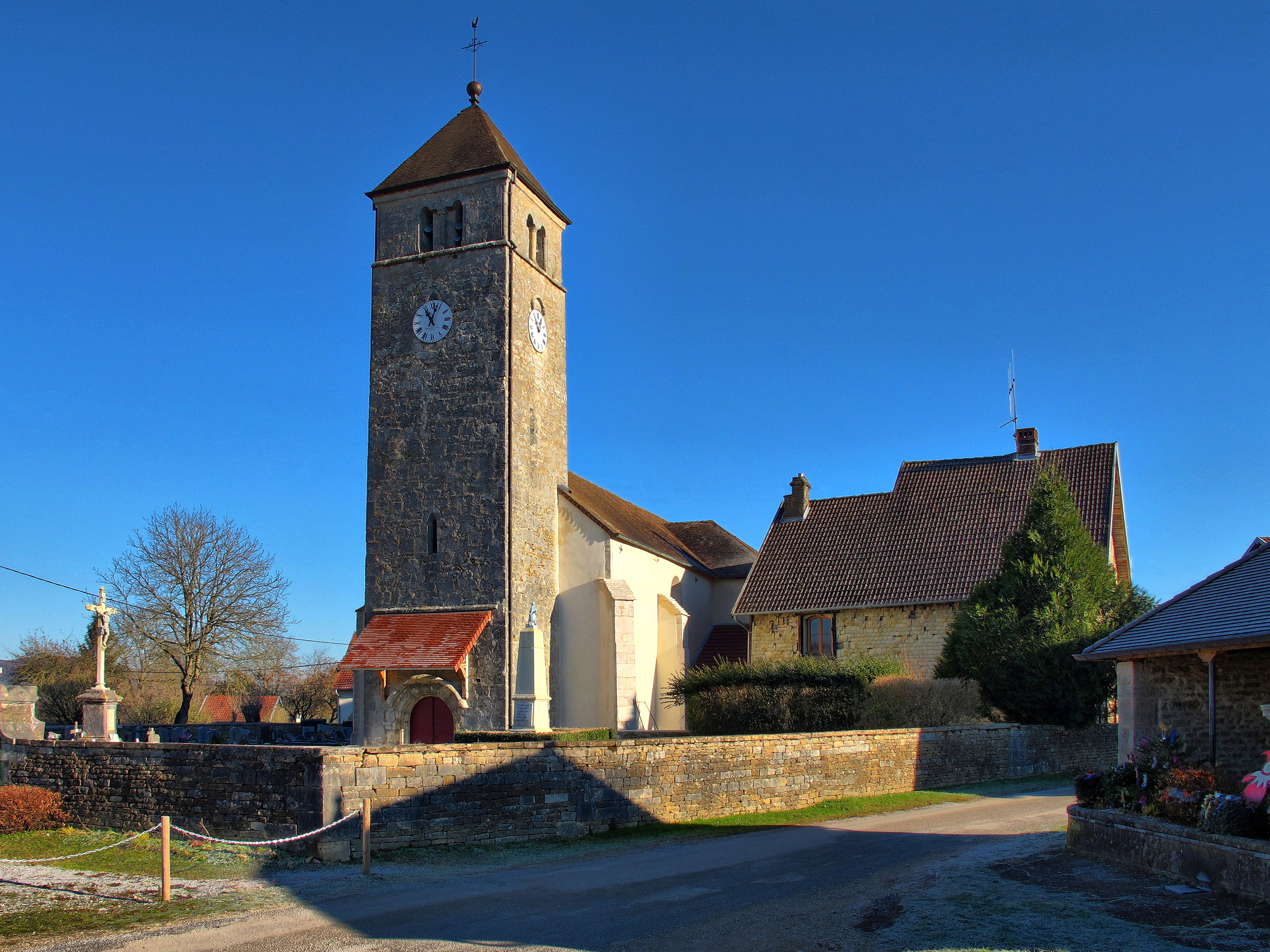
L'église.
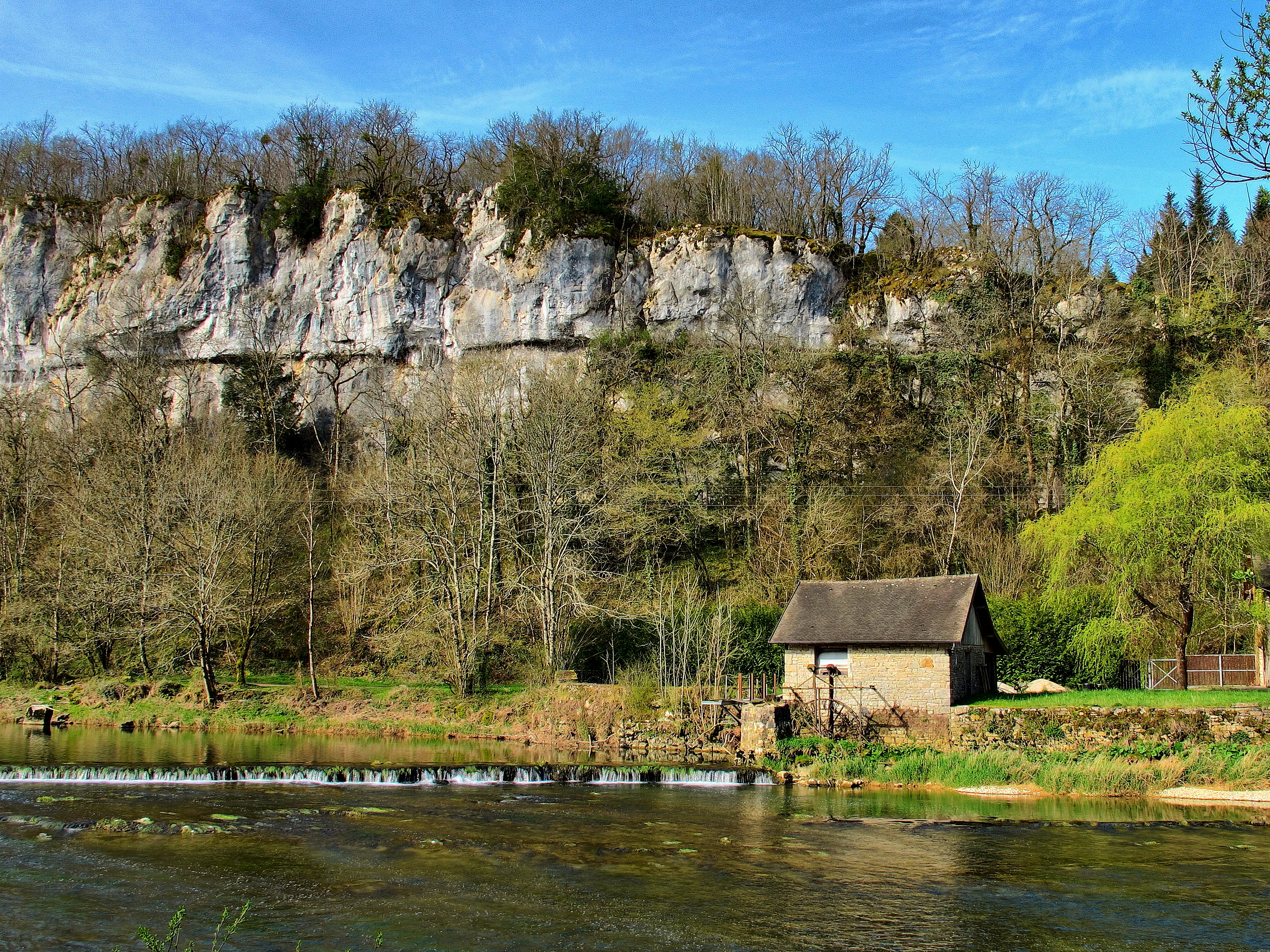
le moulin Neuf.

### Le petit patrimoine bâti au toit delaves
- L'oratoire du Dieu-de-Pitié.
- Plusieurs vieilles maisons.
- Plusieurs soues à cochons.

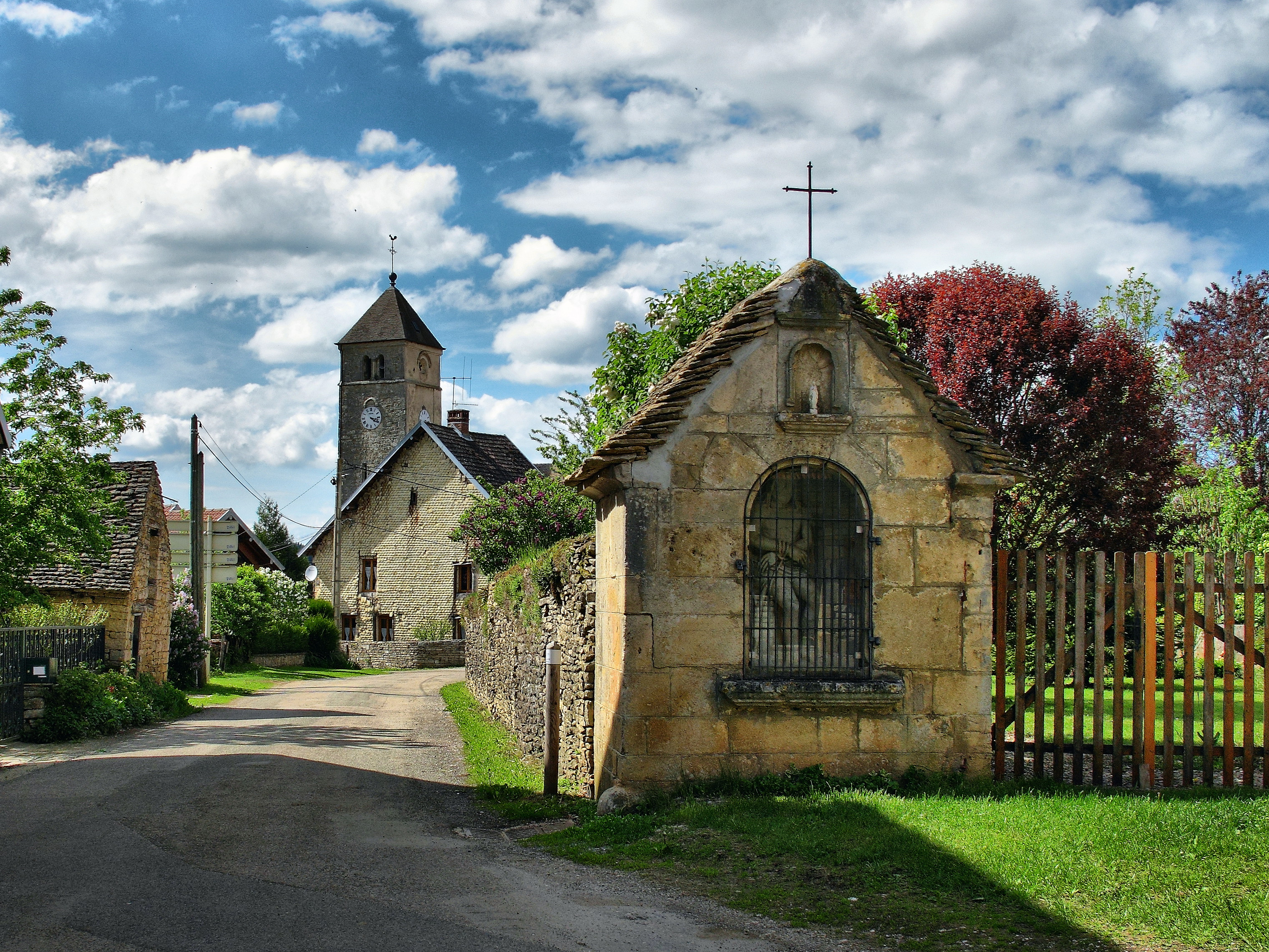
L'oratoire.
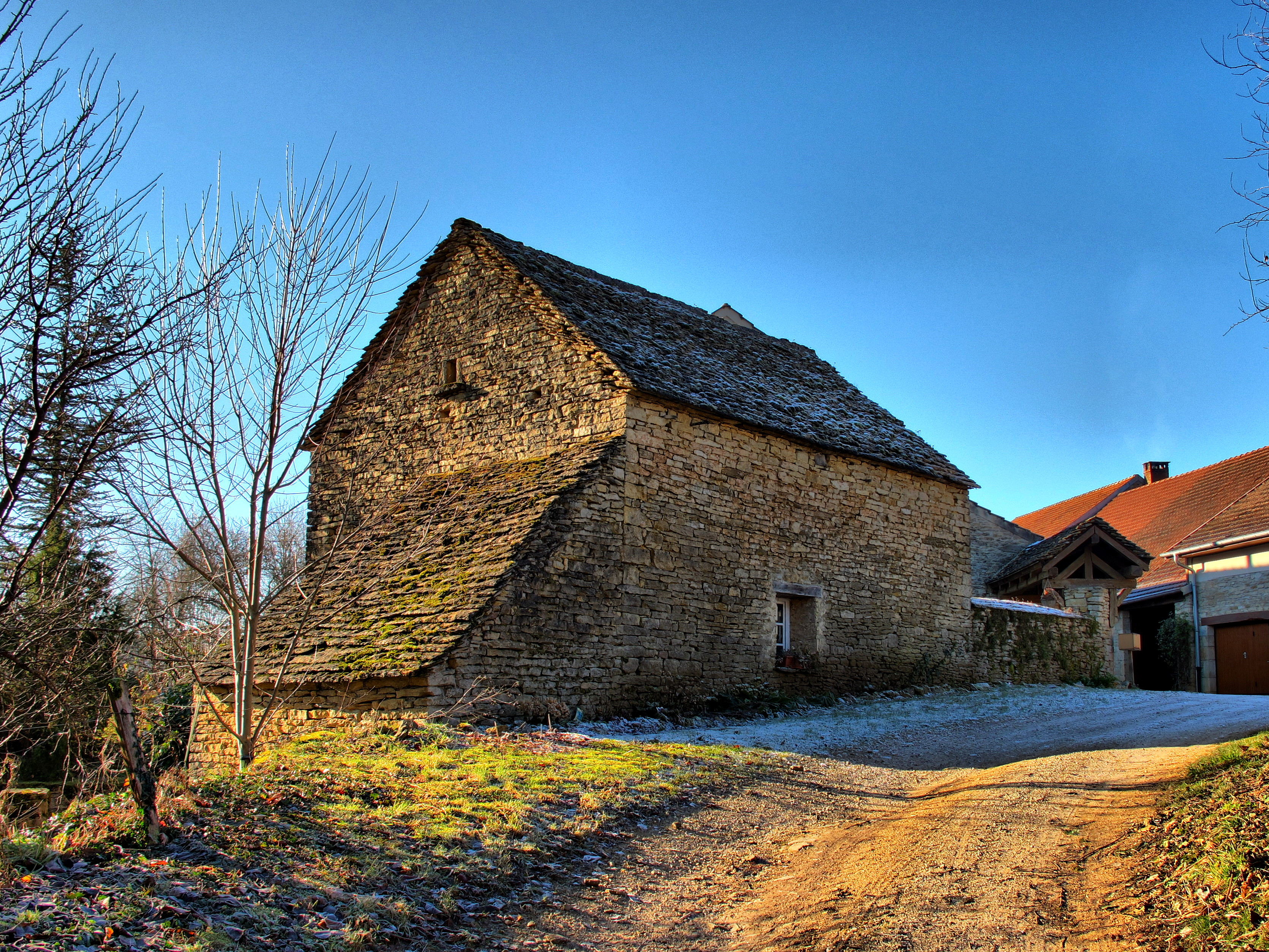
Vieille maison au toit de laves.
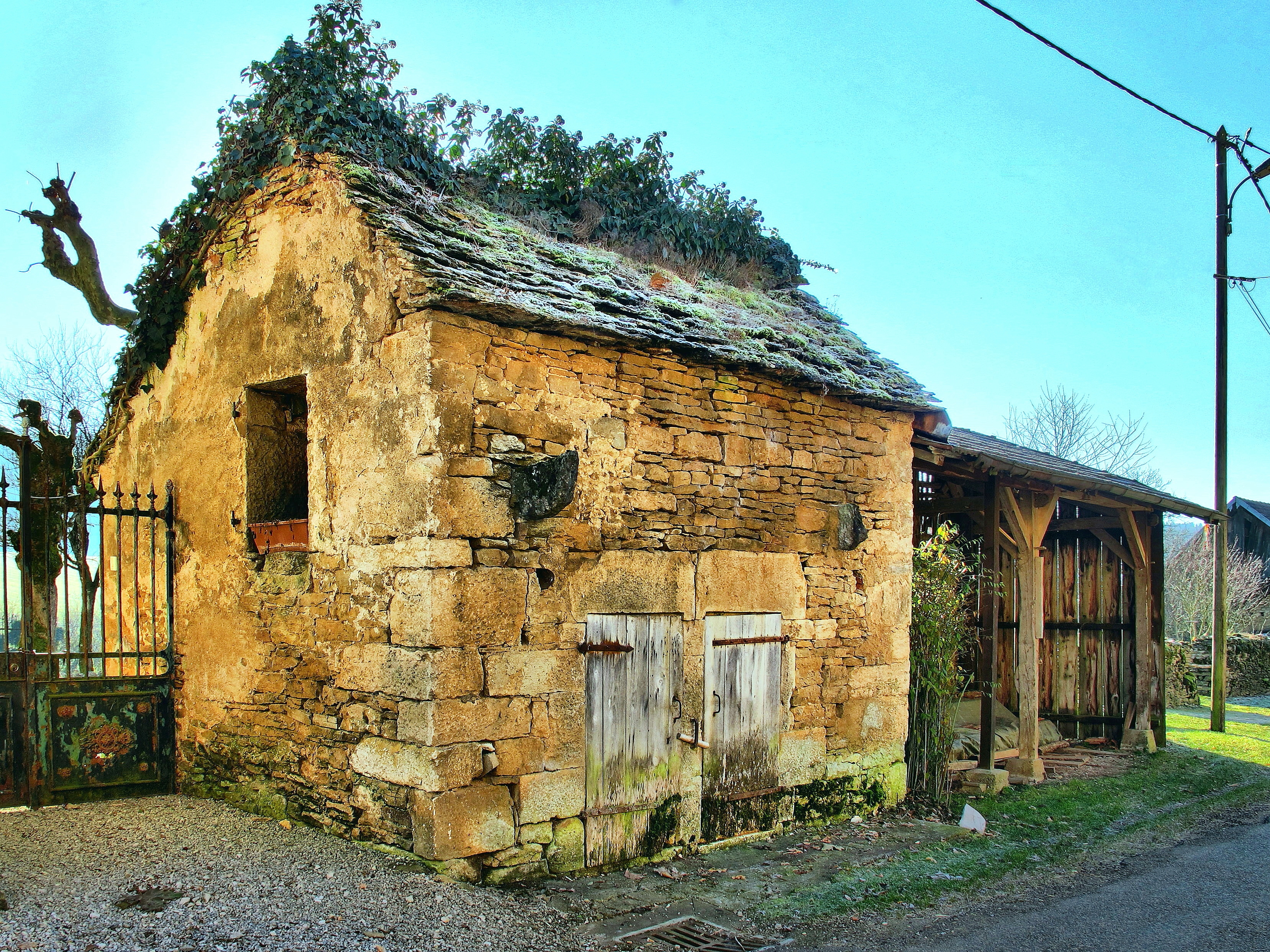
Soue à cochons au toit de laves.
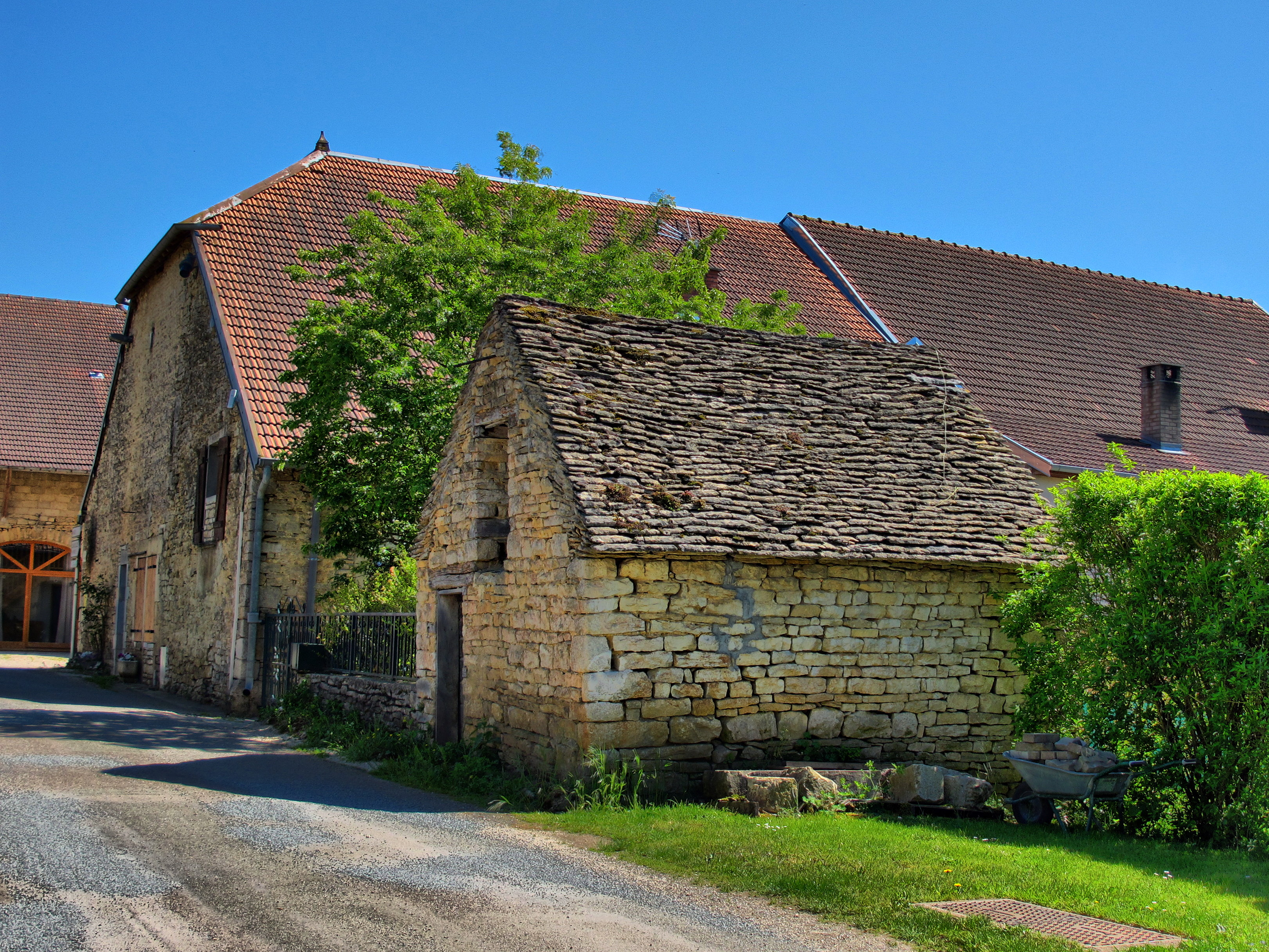
Soue à cochons au toit de laves.
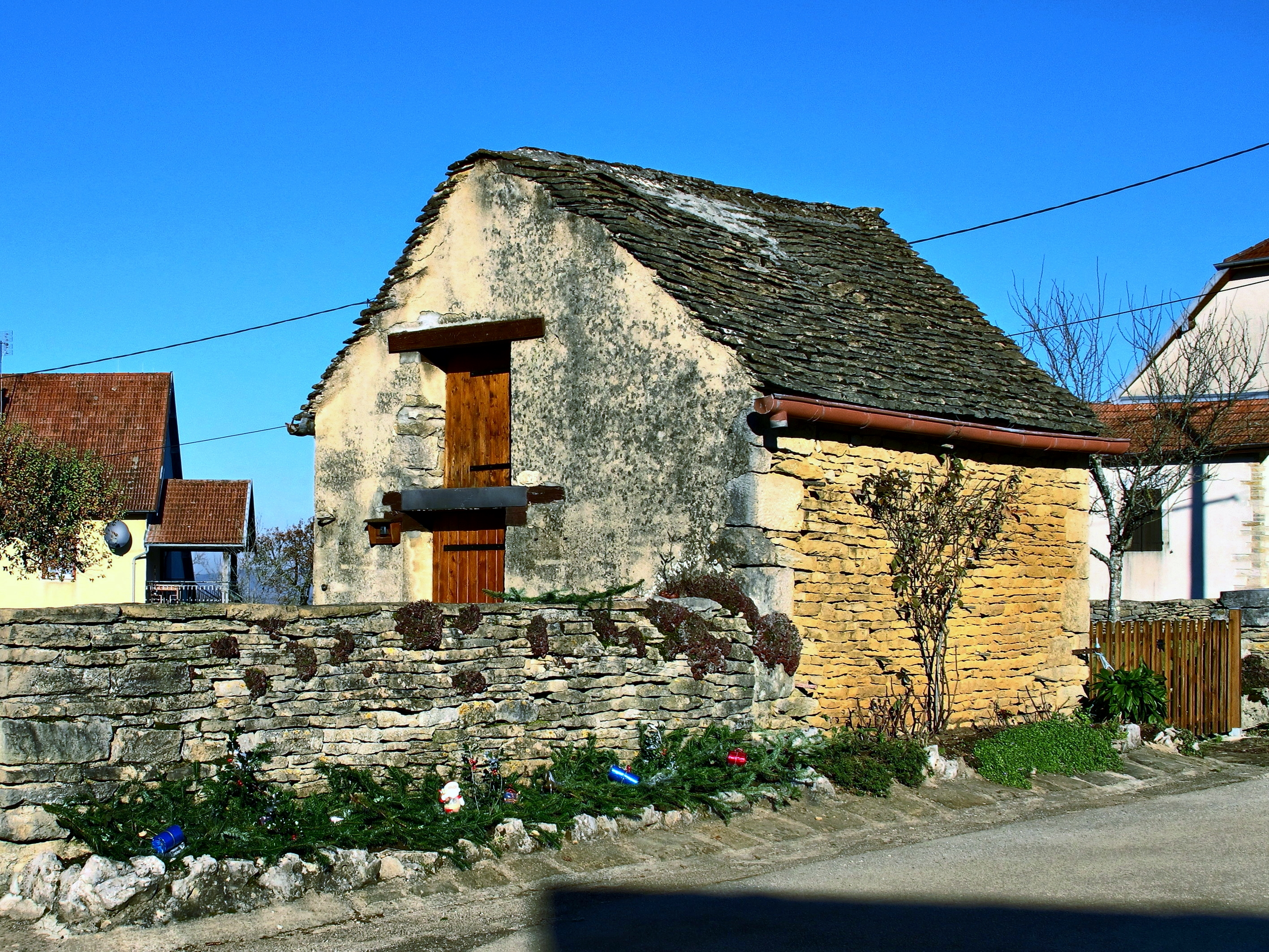
Petit patrimoine bâti avec toit de laves.

### Les fontaines
- La fontaine-lavoir-abreuvoir près de l'église.
- La fontaine-lavoir-abreuvoir Grande Rue.
- La fontaine de Villevoz avec ses bassins étagés.

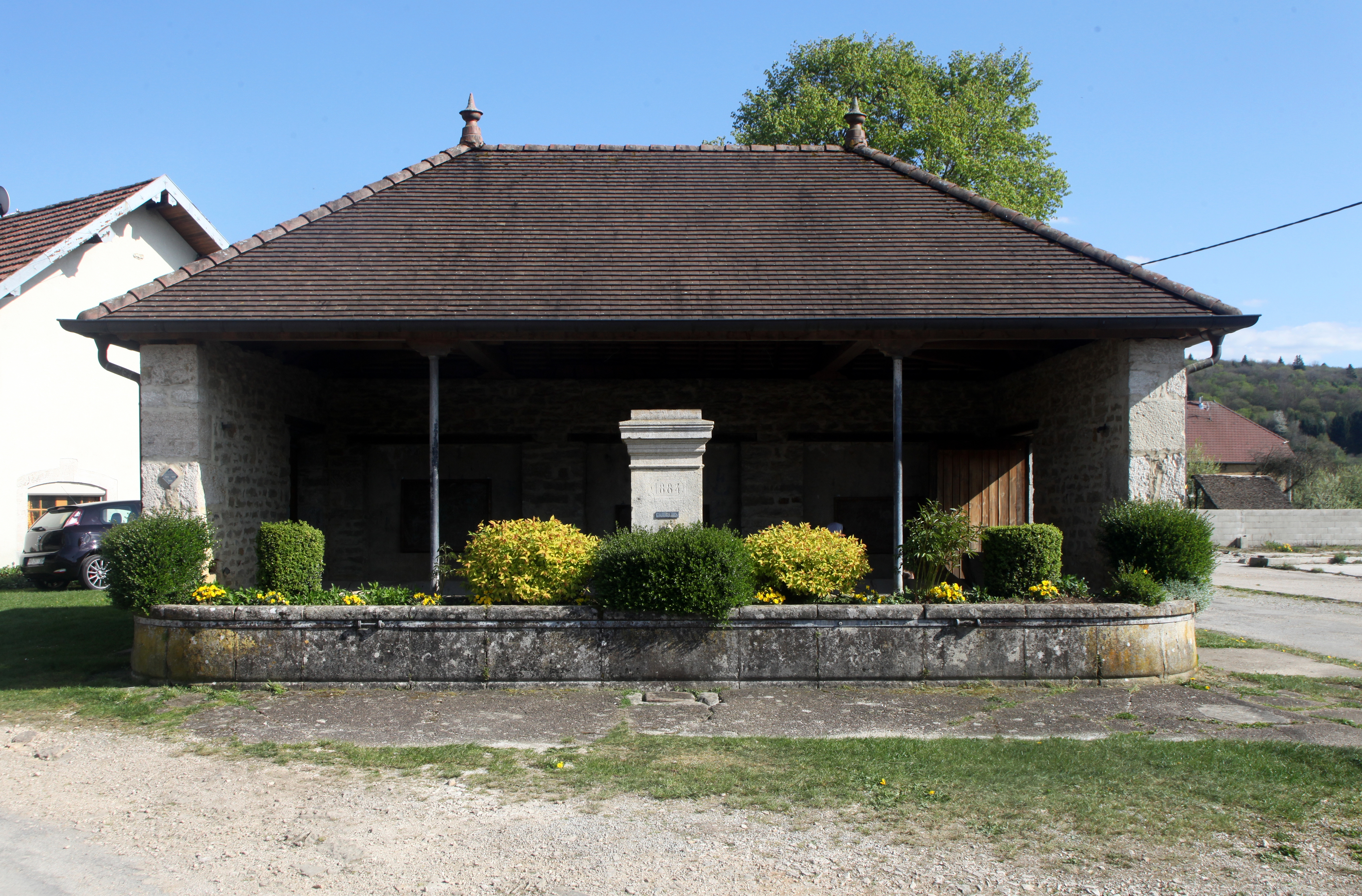
Fontaine-lavoir près de l'église.
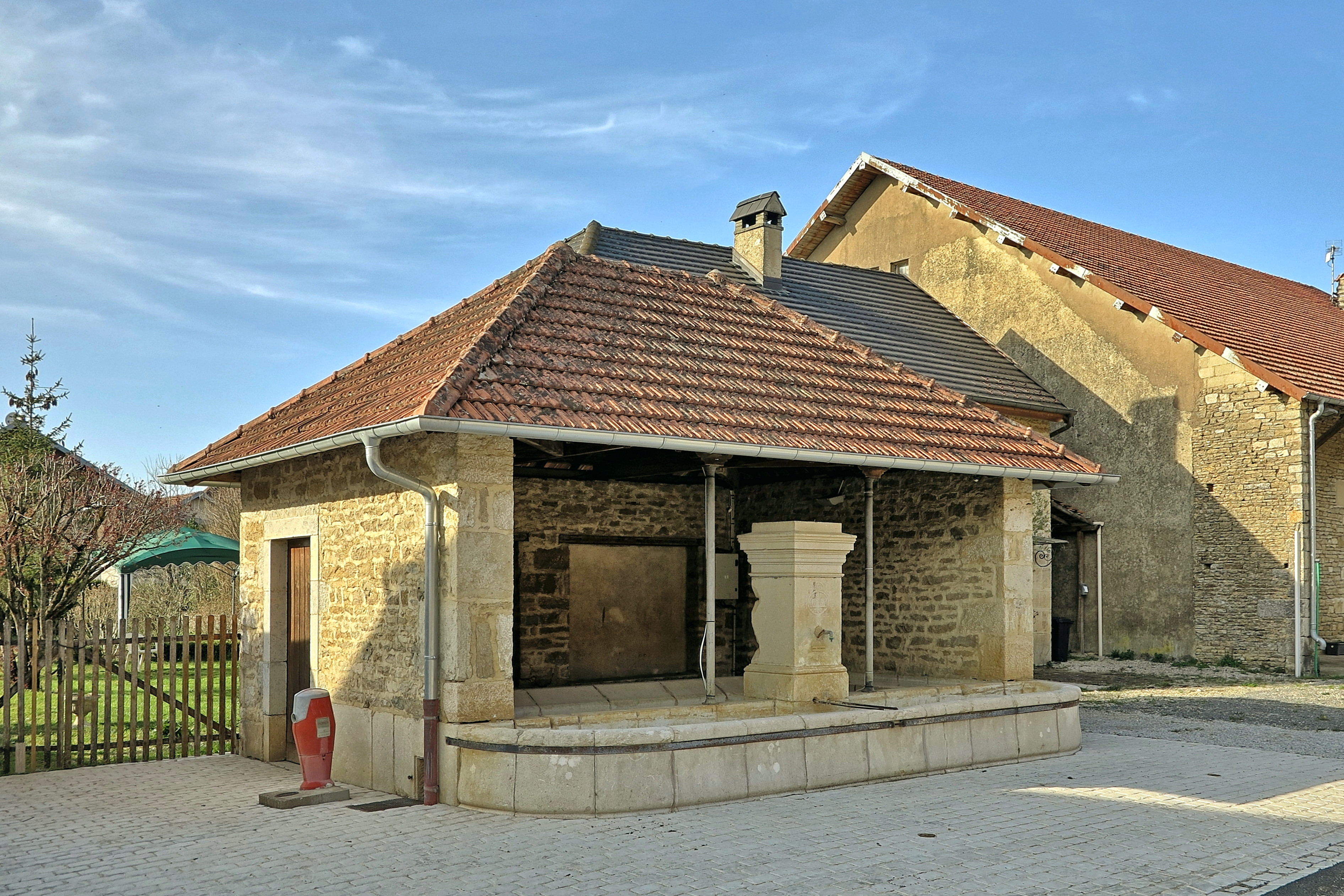
Fontaine-lavoir Grande Rue.
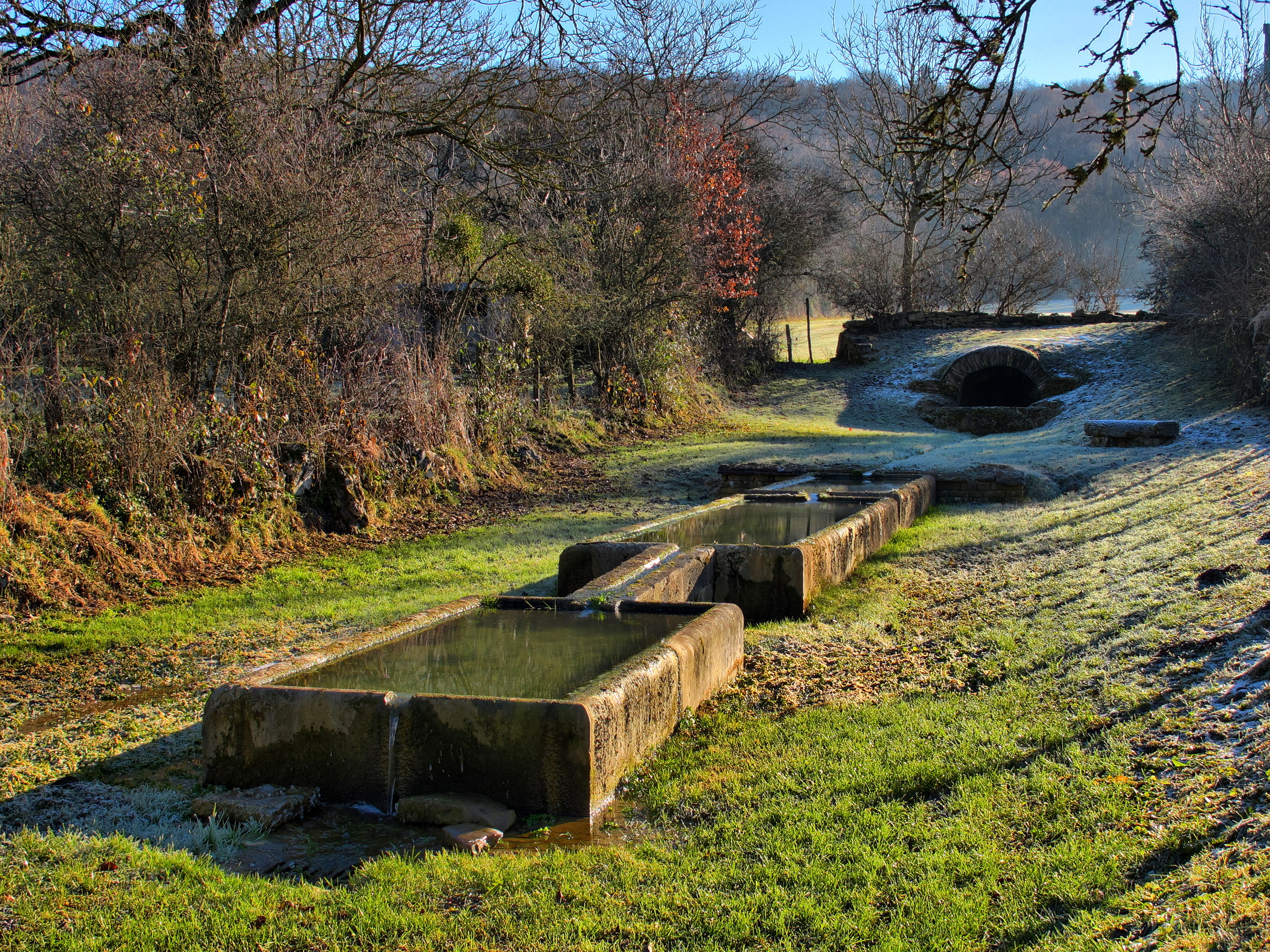
La fontaine de Villevoz.

### Les trois rivières et leurs belvédères
- Le belvédère de la Piquette sur la Loue.
- Le belvédère du Moulin Sapin sur le Lison.
- Le belvédère de la Gouille Noire sur le ruisseau de Malans.

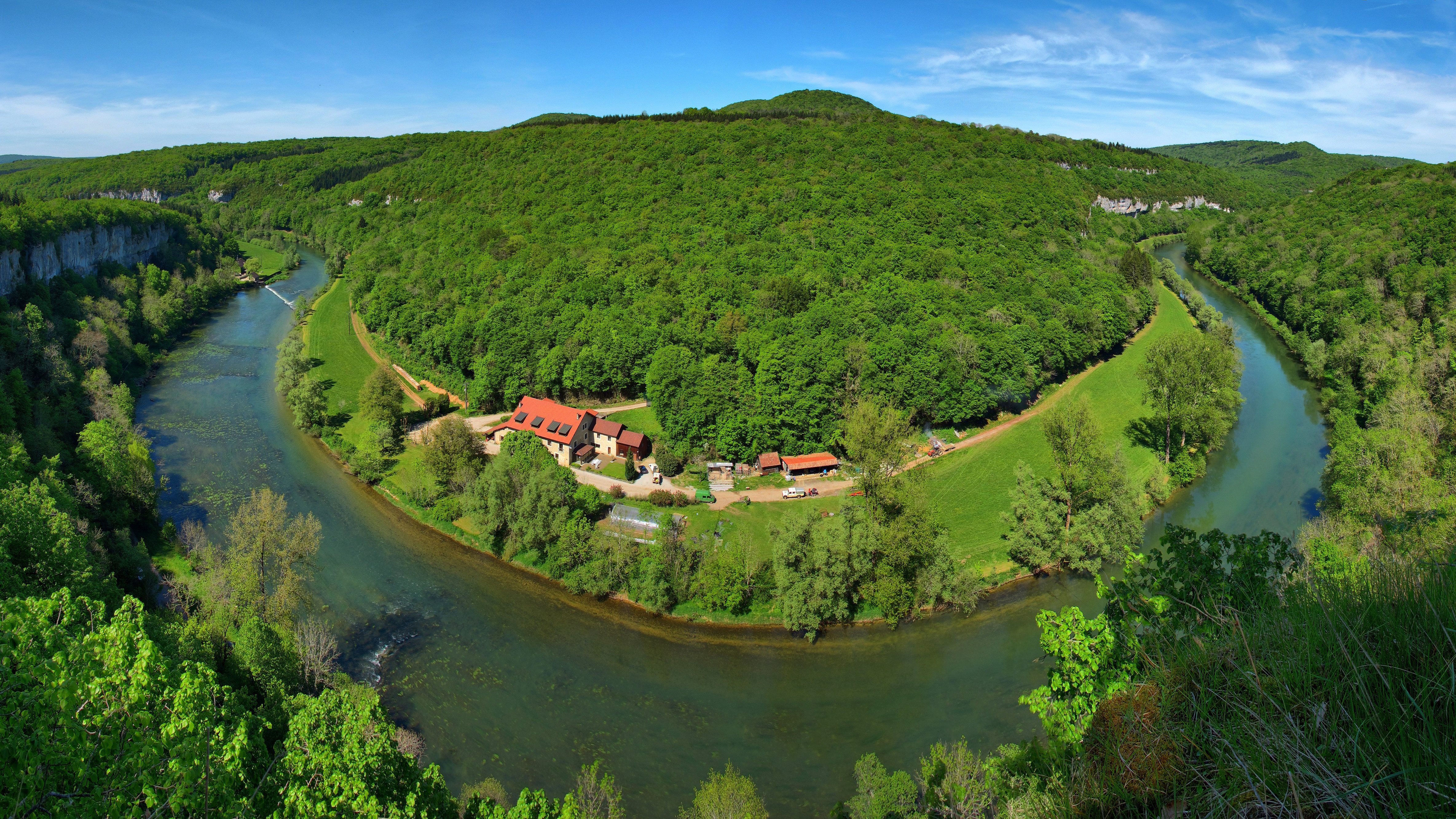
La boucle de la Loue au belvédère de la Piquette.
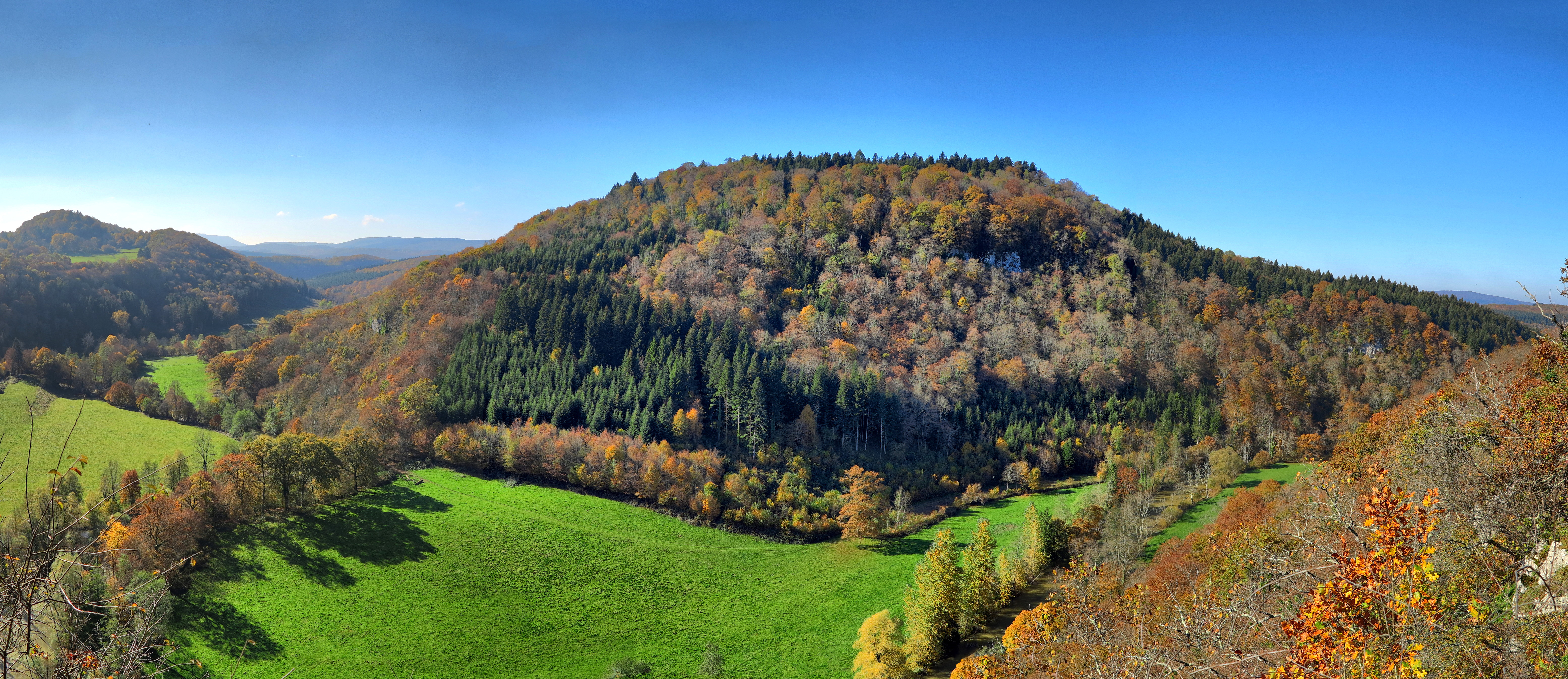
La vallée du Lison au belvédère du moulin Sapin.
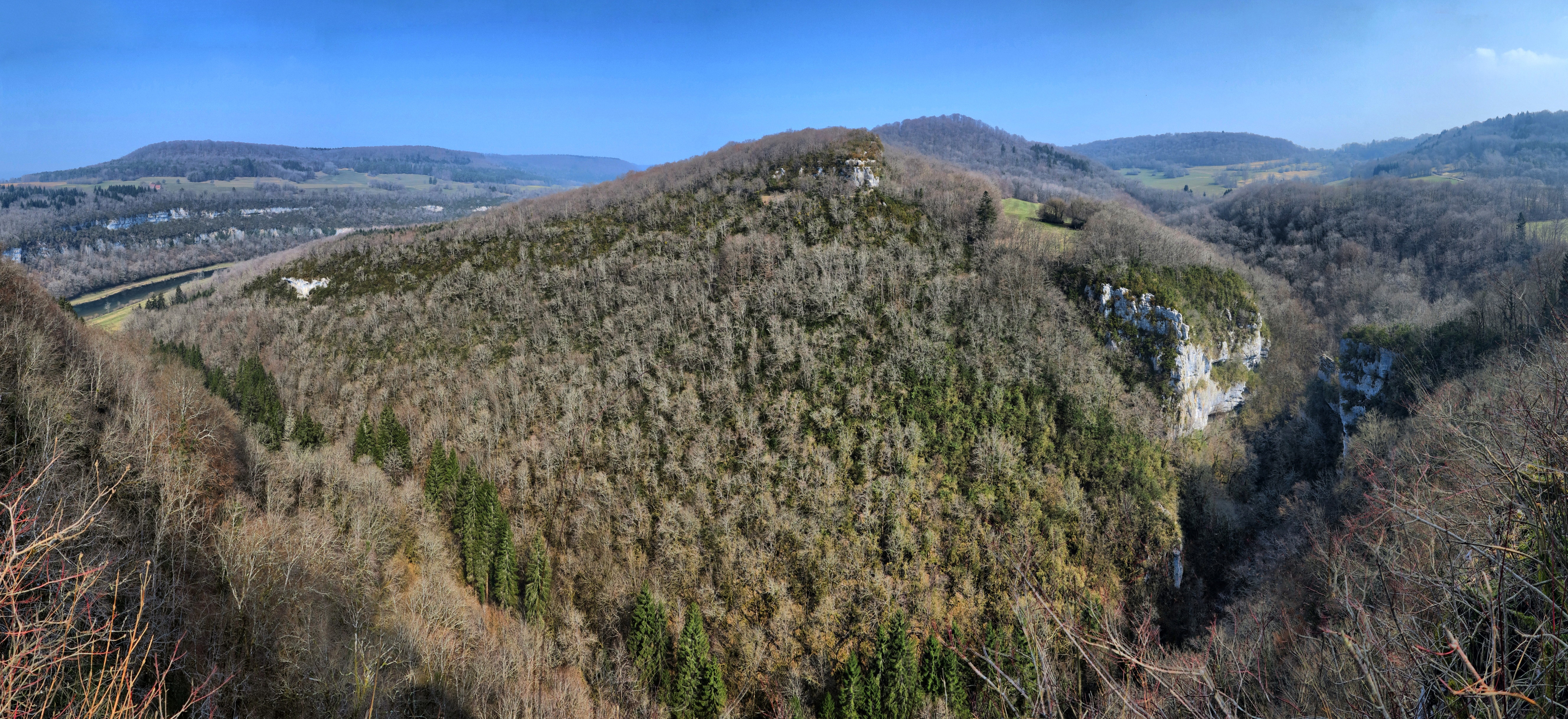
Panorama depuis le belvédère de la Gouille Noire.

### Lizine dans la littérature
Lizine est citée dans le poème d’Aragon, Le Conscrit des cent villages, écrit comme acte de Résistance intellectuelle de manière clandestine au printemps 1943, pendant la Seconde Guerre mondiale.